# Country Hall de Liège
De Country Hall de Liège is een overdekt sportcentrum in Luik. Het gebouw werd in 1972 geopend voor indoor sportwedstrijden. Tegenwoordig wordt het complex gebruikt voor basketbalwedstrijden en concerten. Het basketbalcentrecourt wordt gebruikt door Liège Basket en vroeger door Standard Luik. Vroeger heette het Country Hall du Sart Tilman.
Opvallende sportevenementen die in de arena werden georganiseerd zijn onder meer de finale van de FIBA European Champions Cup van 1973, waarin Ignis Varese CSKA Moskou met 71-66 versloeg, en het Europees kampioenschap basketbal mannen 1977.